# Alfa Romeo MiTo
El Alfa Romeo MiTo (también conocido por su nombre código como "Proyecto 145") es un automóvil de turismo compacto producido por el fabricante italiano Alfa Romeo desde 2008 hasta 2018. Es el primero de la firma en el segmento B y compite con los modelos de gama alta de su propio segmento, como el MINI y el Audi A1. Desde el inicio de su fabricación, ha estrenado varias tecnologías en primicia, tales como: el sistema Alfa DNA, distribución de válvulas variable MultiAir o la caja de cambios de doble embrague Alfa TCT.

## Nomenclatura
Inicialmente se barajó la posibilidad de llamarlo Furiosa. Sin embargo, el nombre adoptado definitivamente fue MiTo, más corto y con mayores reminiscencias históricas, que además hace referencia a Milán y Turín o Milano y Torino en italiano, las dos ciudades que han marcado la historia de la marca.

## Presentación
Su fabricación comenzó en 2008. Fue presentado en el Castillo Sforzesco de Milán en junio de ese mismo año, donde hace 100 años un diseñador se inspiró para crear el original logo de la marca. Tenía tres niveles de acabado: Junior, Progression y Distinctive. La versión GTA se presentó en marzo de 2009 en el Salón del Automóvil de Ginebra, mientras que el Quadrifoglio Verde fue presentado en septiembre de 2009 en el Salón del Automóvil de Fráncfort. En el Salón del Automóvil de Ginebra de 2010, se presentó con la transmisión de doble embrague TCT de seis velocidades y con el sistema stop-start, que desarrolla una potencia de 135 CV (133 HP; 99 kW).

## Diseño exterior

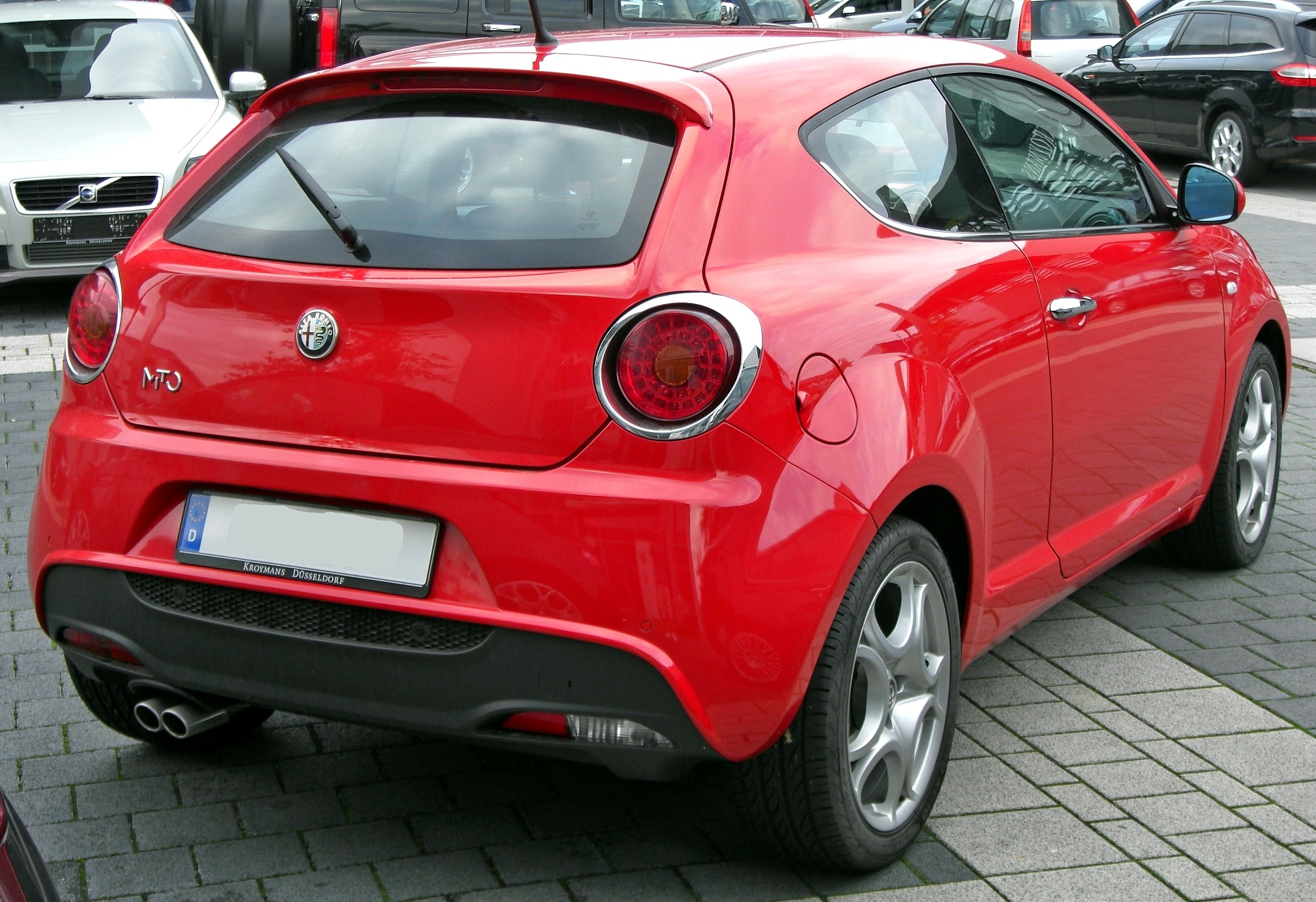
Vista trasera

Su carrocería es del tipo hatchback de tres puertas, con una longitud de 4,06 m (159,8 pulgadas), una anchura de 1,72 m (67,7 pulgadas) y una altura de 1,44 m (56,7 pulgadas). El exterior es obra del jefe de diseño del proyecto Juan Manuel Díaz, bajo la responsabilidad de Frank Stephenson, entonces jefe de diseños del Centro Stile Alfa Romeo. Sus líneas son las de un compacto deportivo moderno e innovador, como la particular forma de las ventanas, el parachoques delantero y las calaveras con tecnología led, rasgo de diseño que además satisface exigencias de visibilidad y seguridad, neumáticos con rines de 17 pulgadas (43,2 cm) y un perfil ancho para obtener una buena estabilidad, así como un spoiler trasero, con carcasa de espejos retrovisores del mismo color de la carrocería y neumático pequeño de repuesto.
También comparte algunos rasgos al haber elegido unas formas derivadas del deportivo Alfa Romeo 8C Competizione, que estuvo a cargo de Wolfgang Egger. Entre otros elementos característicos de la marca, incorpora la parrilla delantera en forma de escudo, clásica en los Alfa Romeo.
Compartía la misma plataforma SCCS desarrollada en común por Fiat y General Motors, que ya se utilizaba en el Opel Corsa y el Fiat Grande Punto.

## Interior

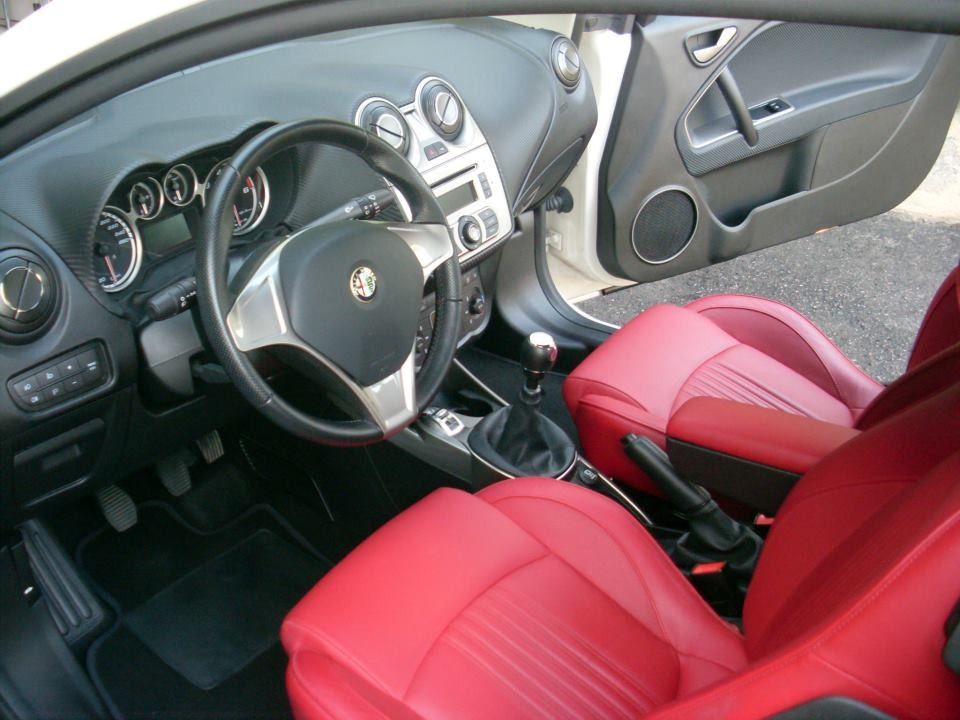
Interior

Sus interiores tienen buena personalidad. El tablero y las tapicerías son propios de un vehículo de la alta gama. Dispone de un panel de instrumentos intuitivo y con una gráfica de vanguardia.
Cuenta con asientos envolventes que invitan al conductor a aferrarse al volante multifunción. Para obtener un confort absoluto, han sido seleccionados únicamente los mejores materiales, con tejidos y cueros de buen gusto, apoyabrazos central delantero con portaobjetos, asiento posterior partido, alfombrillas, tercer reposacabezas trasero.
Puede estar dotado con sistema de personalización My Car, techo solar, asientos de cuero Poltrona Frau y climatizador bizona.
Según el nivel de acabado, puede llevar un equipo de sonido desarrollado por BOSE con ocho salidas, radionavegador CONNECT, dispositivo Blue&Me TomTom con preinstalación para Bluetooth con comando vocal y MP3 con puerto USB.
También incorpora de serie siete bolsas de aire, siendo el primer vehículo del segmento en incluir bolsa de aire de rodilla de serie. Es el vehículo más seguro del segmento, según la prueba de Euro NCAP, en la que obtuvo las cinco estrellas y 36 puntos de 37 posibles. Es también el más seguro de su segmento en choques por alcance, gracias a la elevada calificación en la prueba de impacto por alcance también realizado por Euro NCAP (latigazo), con once puestos por encima de cualquier otro modelo del segmento en la clasificación final. Para los asientos de las cuatro o cinco plazas, cuenta con recordatorio del cinturón de seguridad. La columna de dirección es plegable y deformable por impacto, además de incluir pretensores dobles para los asientos delanteros con ajuste lumbar y sistema antilatigazo cervical, así como un equipo de pruebas de alcoholímetro.

## Suspensión y seguridad

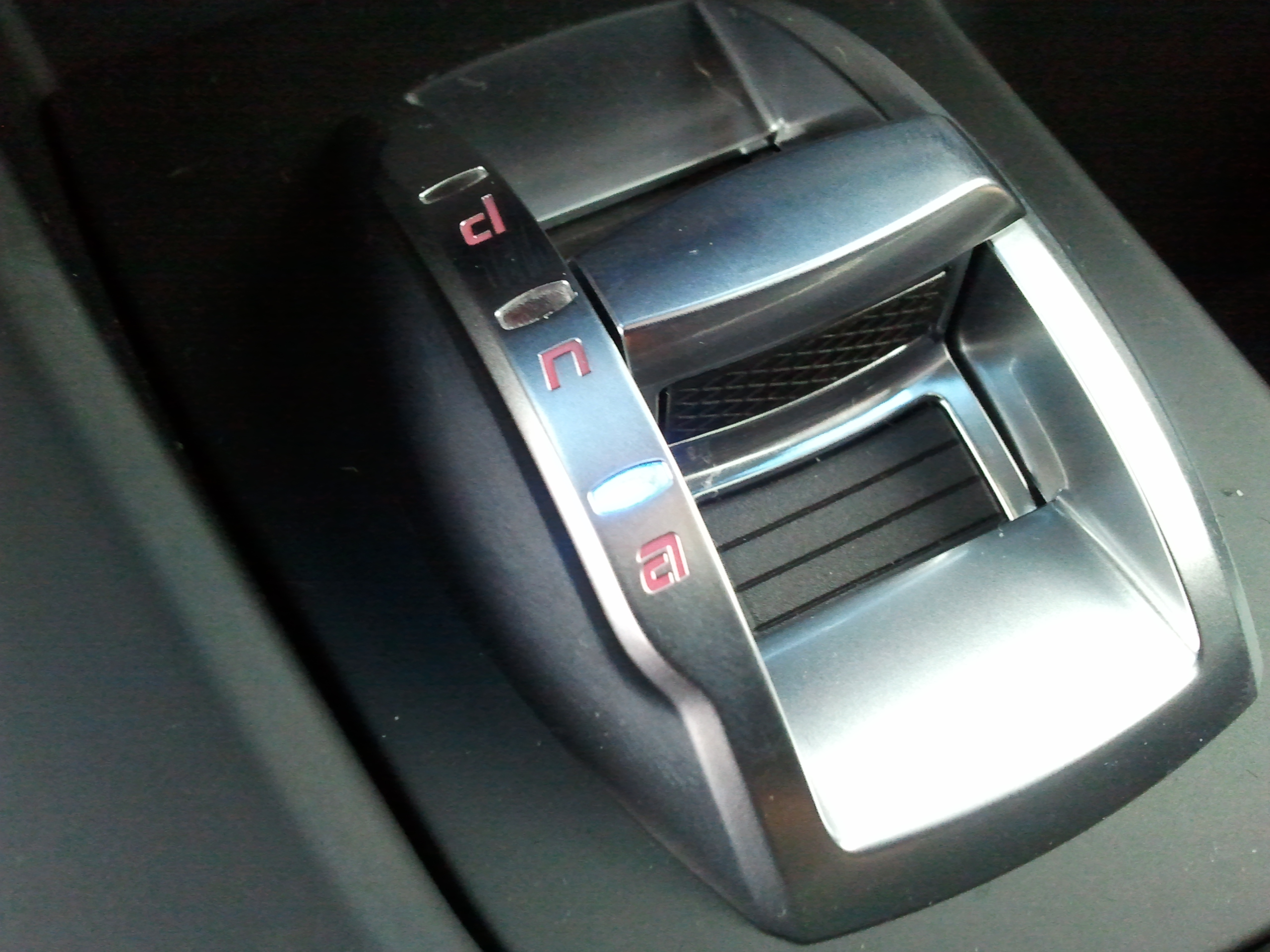
Interruptor Alfa DNA

La suspensión delantera es de tipo MacPherson y de ruedas semi-independientes en el eje trasero, además del sistema de control de estabilidad (VDC ESP) de serie que garantizan el máximo de seguridad. Mantiene los esquemas vistos en otros modelos con los que comparte plataforma, pero las suspensiones, sus reglajes y la amortiguación han sido revisadas y mejoradas, incluso sigue siendo el simple y robusto eje torsional, preferido a otros sistemas más sofisticados como el multibrazo. En ciertas versiones puede contar con un tipo de suspensión activa denominada "Alfa Active Suspension", diseñada por Magneti Marelli. La dirección es de asistencia electrónica. También cuenta con rapidez del cambio de marcha automático, según tres modos: Dynamic (deportiva), Normal (urbana) y All weather (para condiciones difíciles de adherencia).
Cuenta con un elevado nivel de seguridad, tanto activa como pasiva. Incorpora de serie frenos delanteros de cuatro pistones, sistema antibloqueo de ruedas (ABS), control de tracción (ASR), diferencial autoblocante electrónico Electronic Q2 para un mejor agarre, sensor acústico de estacionamiento trasero, control de crucero adaptativo y Alfa DNA. Es el primer vehículo del segmento en equipar un sistema que modifica los parámetros del motor, suspensión y frenos según lo elija el conductor, para los diferentes tipos de conducción. Opcionalmente, puede contar con faros xenón con lavafaros, mientras que las luces diurnas delanteras y posteriores son de tipo led, incluyendo faros antiniebla.
| Ocupantes adultos: | 5/5 estrellas |
| Niños:             | 3/5 estrellas |
| Peatones:          | 2/4 estrellas |
| Alcance:           | 3/3 estrellas |

## Versiones

### Quadrifoglio Verde

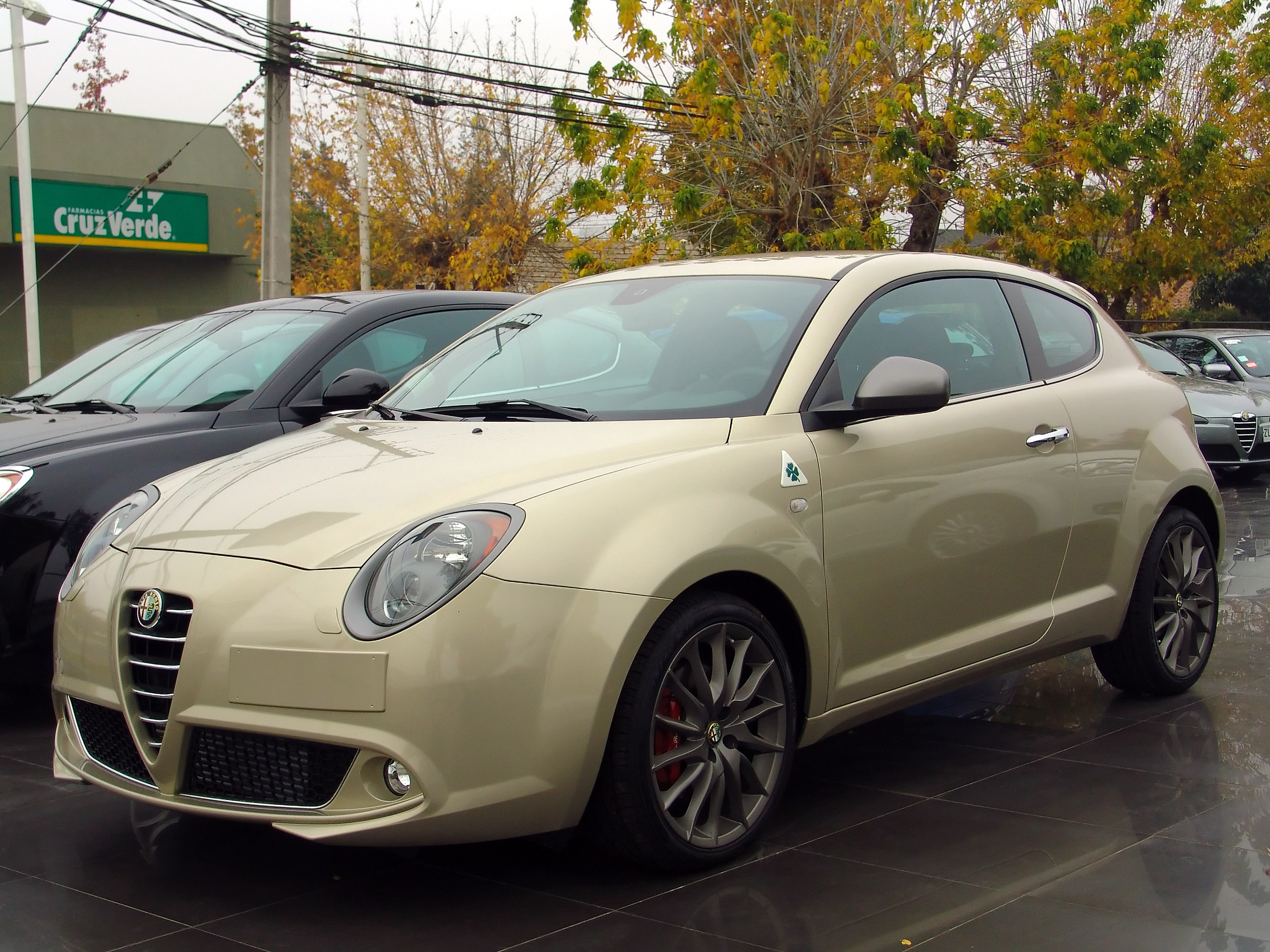
Modelo 2011 en Chile

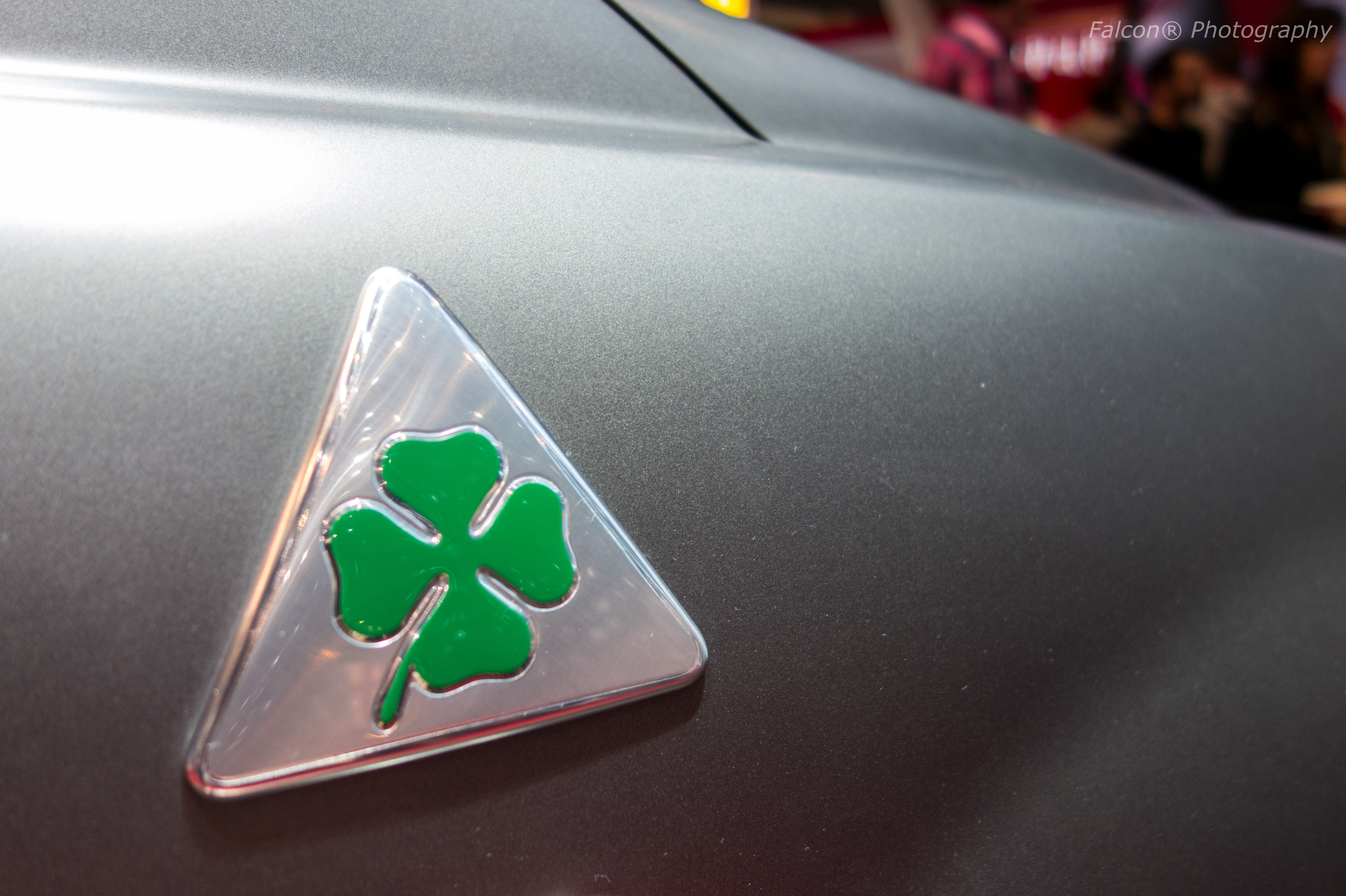
Logo del Quadrifoglio Verde

Se convirtió en la versión más deportiva y radical del modelo, montando el nuevo MultiAir TBi turbo de 1368 cm³ (1,4 litros) con 170 CV (168 HP; 125 kW), que llevaba toda su potencia a las ruedas a través de una transmisión manual de seis velocidades "C635", que además se acelera el paso de una marcha a otra, elude las fricciones al cambiar y engrana perfectamente cada cambio, con lo que reduce el consumo de combustible, logrando unos 4,8 L/100 km (20,8 km/L; 49,0 mpgAm) y un nivel de emisiones de CO2 de 139 g (4,9 onzas)/km en ciclo urbano. Además, se ha mejorado su relación peso a potencia colocándola en 6,7 kg/CV.
También se trabajó en la suspensión, equipándolo con un innovador sistema dinámico, llamada "Dynamic Suspension" con control electrónico de amortiguación, ajustándolo en cada momento y garantizando la máxima adherencia y seguridad posible en función de la carretera, por lo que el auto es mucho más ágil y dinámico, mientras que en el interior se notará una mayor confortabilidad y seguridad. Ha sido desarrollada en sociedad con las últimas tecnologías de Magneti Marelli. Así, el conductor puede elegir entre tres tipos de conducción: "Normal", "All Weather" y "Dynamic", que controla la amortiguación para que el vehículo esté literalmente pegado al suelo, con lo que logra una mayor deportividad, máximo confort, mejor agarre y seguridad sobre todo tipo de superficies.
En cuanto a su diseño, unos pequeños detalles lo distinguen de la versión estándar, con unos discretos tréboles de cuatro hojas sobre el guardabarros, aplicaciones de titanio en el marco de las ópticas, espejos retrovisores y unos rines de 17 pulgadas (43,2 cm).
El interior destaca por su color negro con asientos deportivos envolventes y el tablero con iluminación blanca.

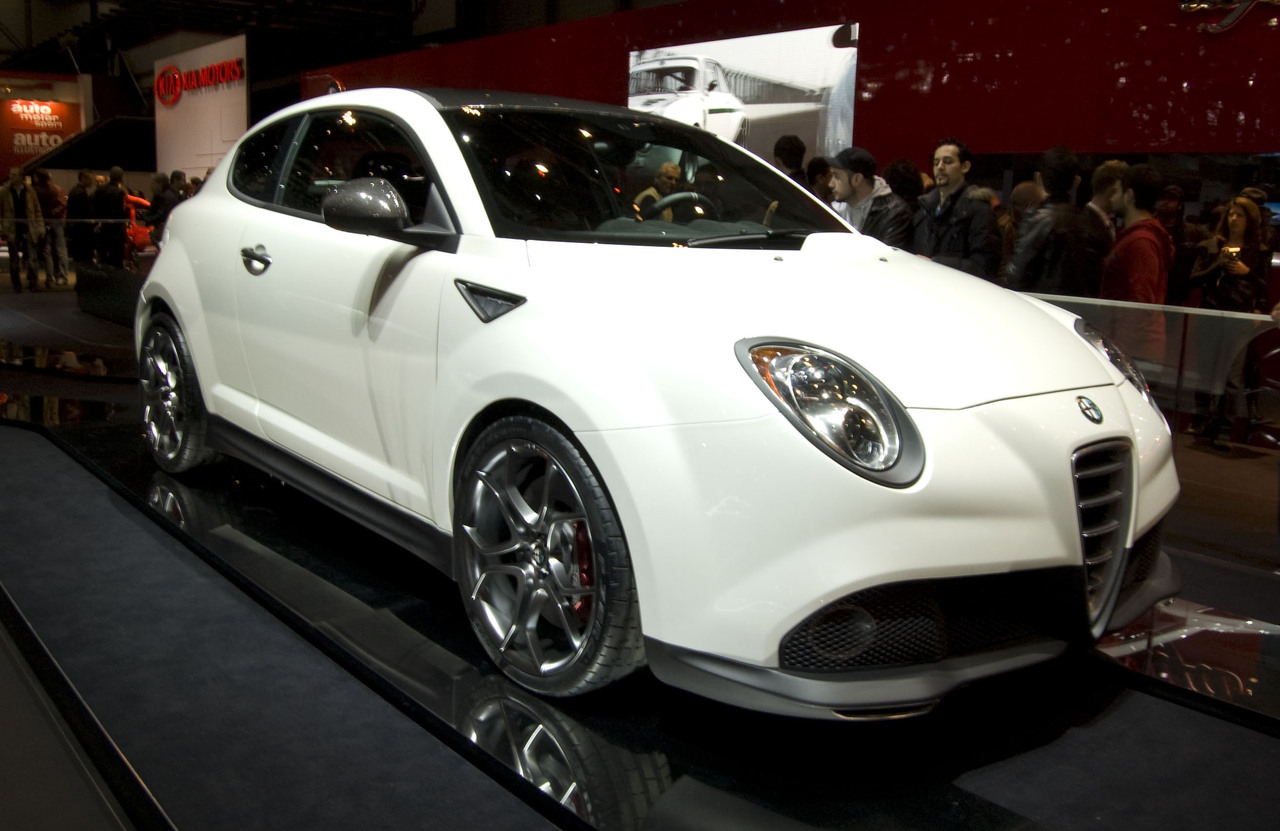
Concepto GTA en el Salón del Automóvil de Ginebra de 2009

### Concepto GTA
El MiTo GTA (Gran Turismo Alleggerita) era la versión más potente del pequeño utilitario. Fue presentado en el mes de marzo de 2009 en forma de concepto en el Salón del Automóvil de Ginebra, el cual equipaba un cuatro cilindros de 1742 cm³ (1,7 litros) TBi con una potencia de 240 CV (237 HP; 177 kW), convirtiéndose en el vehículo del segmento B más potente del mundo. Además de la nueva planta motriz, el GTA incorporaría detalles estéticos particulares, como rines y parachoques específicos, así como la posibilidad de sustituir piezas de la carrocería por aluminio o carbono para rebajar todavía más su peso. Su anuncio comercial fue rodado en las calles de Valencia.
Sus mediciones técnicas eran: una aceleración de 0 a 100 km/h (62 mph) en 5.5 segundos y 250 km/h (155 mph) de velocidad punta. 
El proyecto permaneció parado, ya que al ser un vehículo dirigido a un público muy determinado, se esperaba a que la "crisis" dejara de influir de la forma en la que lo estaba haciendo sobre el sector automovilístico.

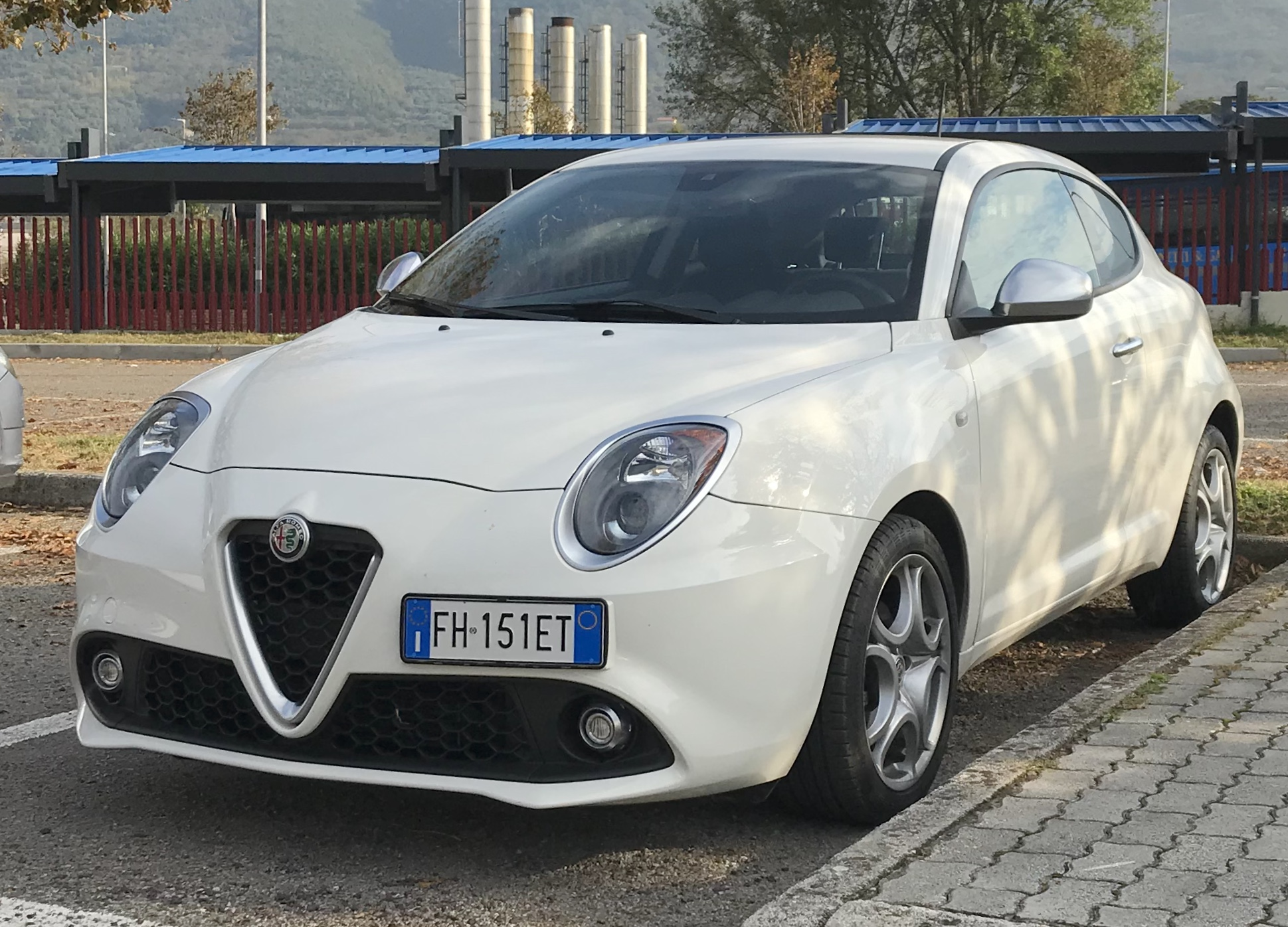
Modelo 2018 después del rediseño

### Rediseño de 2016
En 2016 se presentó un rediseño («restyling»), que a nivel estético eran unos ligeros retoques en los parachoques y la parrilla, aunque también mejoraron los niveles de acabado con nuevos colores y diseños de rines.
Se ofrecían tres niveles de acabado: MiTo, Super y Veloce. El primero estaba situado como la opción más básica de acceso a la gama. El Super presentaba mejoras como rines de 16 pulgadas (40,6 cm), espejos retrovisores exteriores satinados, control de velocidad y faros antiniebla delanteros. En cuanto al Veloce, se añadían rines de 17 pulgadas (43,2 cm) oscurecidos, climatizador automático bizona, alfombrillas específicas, pedales de aluminio, pinzas de freno de color rojo, volante extraserie y anagrama "PUR02".
En cuanto a las motorizaciones, las novedades eran un motor diésel de 1248 cm³ (1,2 litros) con 95 CV (94 HP; 70 kW), además de una opción con 120 CV (118 HP; 88 kW) que permite funcionar tanto con gasolina como con gas licuado del petróleo, también llamado autogas.

## Ediciones especiales y series limitadas

### MiTo RIAR
El MiTo RIAR (Registro Italiano Alfa Romeo), se fabricaron 46 unidades para celebrar el 46 cumpleaños del club RIAR, con rines de aluminio exclusivos de 17 pulgadas (43,2 cm), tapicería de cuero, detalles estéticos, entre otros detalles. Cada unidad está numerada y equipa el mismo 1368 cm³ (1,4 litros) Turbo, pero potenciado a 170 CV (168 HP; 125 kW).
En lo referente al aspecto estético, cuenta con pinzas de freno pintadas en color rojo, pintura exterior negro metalizado, junto con algunos detalles exteriores de la carrocería pintados en negro que le dan un toque discreto a la par que elegante.

### MiTo Imola
Se presentó en Japón la edición especial limitada a 150 unidades, llamada MiTo Imola en conmemoración al circuito de Imola, la cual se produjo solamente para el mercado japonés. Se caracterizaba por estar pintando en el color amarillo Imola con espejos exteriores cromados, rines de aluminio de 18 pulgadas (45,7 cm), nueva toma de aire y pinzas de frenos en rojo. El interior, a diferencia de la versión estándar, presentaba detalles también en amarillo Imola, cuyos asientos baquet tenían tapicería de cuero Poltrona Frau y una placa de identificación en la consola central.
Su motorización era el de 1368 cm³ (1,4 litros) MultiAir turbo con 135 CV (133 HP; 99 kW) de potencia y un par motor máximo de 206 N·m (152 lb·pie), que aceleraba de 0 a 100 km/h (62 mph) en 8.4 segundos, con un consumo medio homologado de 5,6 L/100 km (17,9 km/L; 42,0 mpgAm)  y un nivel de emisiones contaminantes de CO2 de 129 g (4,6 onzas)/km.

### MiTo Azurro
El MiTo Azurro venía con un color exclusivo azul y un 1368 cm³ (1,4 litros) de 120 CV (118 HP; 88 kW). Se produjeron 50 unidades en 2009 solamente para el mercado alemán.

### MiTo Maserati
En enero de 2010 se dio a conocer que el MiTo había sido escogido por Maserati para ser utilizado como automóvil de cortesía por sus concesionarios en Europa. Para ello, se fabricó una serie especial de cien unidades del modelo en el distintivo color azul océano de Maserati, equipada con el motor más potente disponible: el 1368 cm³ (1,4 litros) TB MultiAir de 170 CV (168 HP; 125 kW). Además de contar con un equipamiento amplio como navegador CONNECT con Blue&Me, faros bixenón o asientos en piel Poltrona Frau, las unidades de la serie se distinguían por una placa con el texto "Limited Edition" sobre el climatizador y el texto "Alfa Romeo for Maserati" grabado en aluminio sobre el reposapiés.

### MiTo SBK Special Series

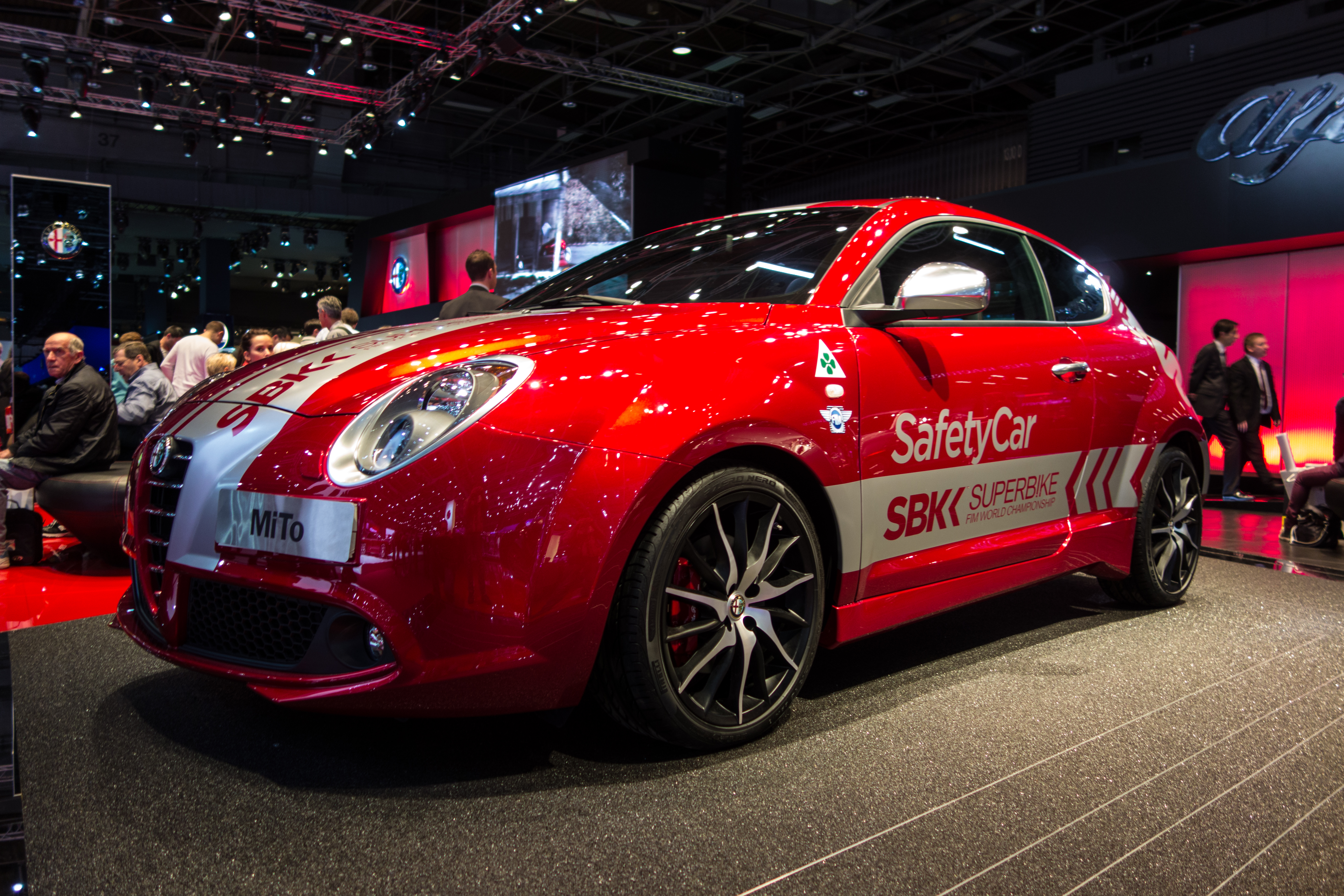
Auto de seguridad del SBK Superbike, en el Salón del Automóvil de París de 2012

La energía del MiTo corre en el circuito, pero esta vez lo hace para allanar el camino a las motos del Campeonato Mundial de Superbikes. En las 13 carreras de la temporada 2011, era el Auto de seguridad oficial y comenzaría cada etapa por delante de los pilotos en la vuelta de reconocimiento. Así, vuelve a estar en el punto de mira del gran deporte motor.
El denominado Quadrifolglio Verde SBK, fue una edición limitada derivada de la colaboración entre Alfa Romeo y el Mundial de Superbikes de la Federación Internacional de Motociclismo (FIM).
Fue presentado en el Salón del Automóvil de París en septiembre de 2012. Combina la pasión con el estilo y la elegancia de la marca con la emoción y la competitividad del campeonato del que es patrocinador y proveedor del auto de seguridad oficial.
Su planta motriz es un 1368 cm³ (1,4 litros) Turbo MultiAir de 170 CV (168 HP; 125 kW). En el diseño estético cuenta con detalles con las inscripciones con el logo "SBK", un paquete para la carrocería con faldones laterales, alerón bajo, rines de 18 pulgadas (45,7 cm) y frenos Brembo con las pinzas de color rojo. Estaba disponible en color negro sólido con el techo rojo.
El interior estaba inspirado en las competencias del motor e incluye asientos deportivos con respaldo en fibra de carbono y costuras de color rojo, pedales deportivos y volante forrado en piel.

### MiTo Veloce
La versión Veloce fue presentada en el Salón del automóvil de Ámsterdam de 2009, más conocido como "AutoRAI", la cual es más contenida y racional con 180 CV (178 HP; 132 kW) de potencia. Tiene una estética deportiva con el emblema de Alfa Romeo en la parte inferior de la carrocería y cuenta con unos rines deportivos multirradio.
Estaba equipado con el 1368 cm³ (1,4 litros) Turbo del grupo Fiat, mejorado para conseguir hacer el 0 a 100 km/h (62 mph) en torno a los 7.5 segundos. Ha sido una nueva muestra del interés que tiene la marca italiana por recuperar los nombres clásicos, ya que la nomenclatura "Veloce" la han utilizado a lo largo de su historia para referirse a sus versiones más deportivas.

## Motorizaciones

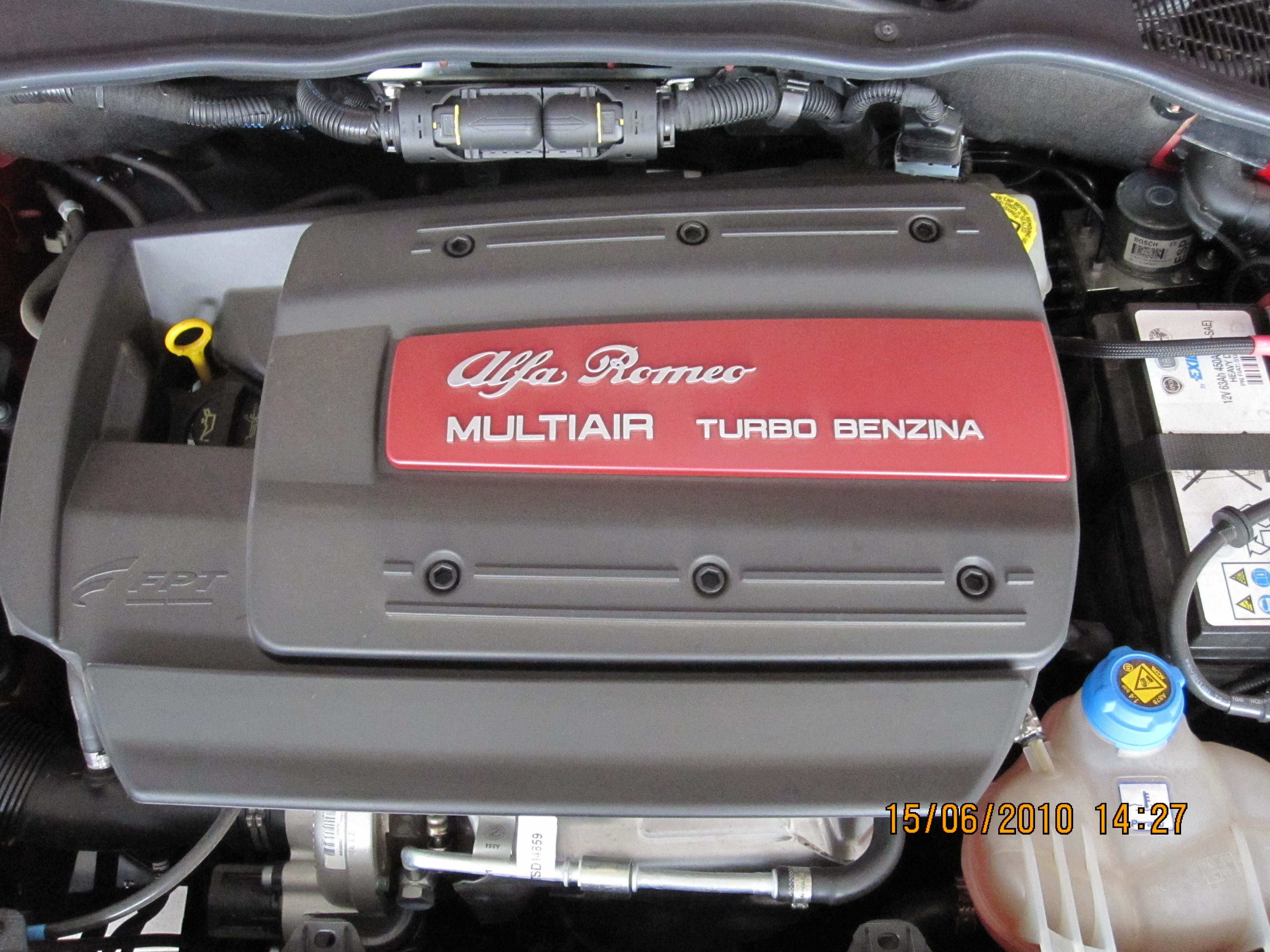
Motor 1.4 TB MultiAir

Tiene motor delantero transversal y tracción delantera. Estaba disponible en España desde el lanzamiento con dos motores de cuatro cilindros en línea de gasolina de 1368 cm³ (1,4 litros): uno naturalmente aspirado de 80 CV (79 HP; 59 kW) y otro JTB con turbocompresor de 155 CV (153 HP; 114 kW) de potencia máxima, así como un turbodiésel JTD de 1598 cm³ (1,6 litros) con inyección directa por common-rail, que desarrollaba una potencia máxima de 120 CV (118 HP; 88 kW). Desde enero de 2009, también estaban disponibles otro más de gasolina de 1368 cm³ (1,4 litros) turbo con 120 CV (118 HP; 88 kW) y un turbodiésel JTD MultiJet 2 de 1248 cm³ (1,2 litros) con 90 CV (89 HP; 66 kW). En otros mercados, la opción básica de acceso era el de 1368 cm³ (1,4 litros) atmosférico, pero potenciado a 95 CV (94 HP; 70 kW).
En noviembre de 2009, recibe nuevas motorizaciones de gasolina con tecnología MultiAir de 1368 cm³ (1,4 litros), los cuales eran: un atmosférico de 105 CV (104 HP; 77 kW), un turbo de 135 CV (133 HP; 99 kW) y otro turbo potenciado a 170 CV (168 HP; 125 kW). Este último solamente estaba disponible en la versión Quadrifoglio Verde. En cuanto a los turbodiésel, recibió el de 1248 cm³ (1,2 litros) con 95 CV (94 HP; 70 kW).
Todos cumplían con la Normativa europea sobre emisiones "EURO 5".
| Variantes                   | Motor y código       | Combustible    | Aspiración           | Cilindrada       | Diámetro x carrera               | Relación de compresión | Potencia máxima                    | Par máximo                      | Consumo combinado                    | Emisiones de CO2  |
| --------------------------- | -------------------- | -------------- | -------------------- | ---------------- | -------------------------------- | ---------------------- | ---------------------------------- | ------------------------------- | ------------------------------------ | ----------------- |
| TwinAir S&S 2011            | Bicilíndrico TwinAir | Gasolina       | Turbo MultiAir       | 875 cm³ (0,9 L)  | 80,5 x 86 mm (3,17 x 3,39 plg)   | 10.0:1                 | 85 CV (84 HP; 63 kW) @ 5500 rpm    | 145 N·m (107 lb·pie) @ 2500 rpm | 4,2 L/100 km (23,8 km/L; 56,0 mpgAm) | 98 g (3,5 oz)/km  |
| TwinAir 2013                | Bicilíndrico TwinAir | Gasolina       | Turbo MultiAir       | 875 cm³ (0,9 L)  | 80,5 x 86 mm (3,17 x 3,39 plg)   | 10.0:1                 | 105 CV (104 HP; 77 kW) @ 5500 rpm  | 145 N·m (107 lb·pie) @ 2000 rpm | 4,2 L/100 km (23,8 km/L; 56,0 mpgAm) | 99 g (3,5 oz)/km  |
| 1.4 8V 70 2012              | 4 en línea FIRE      | Gasolina       | Atmosférico 8V       | 1368 cm³ (1,4 L) | 72 x 84 mm (2,83 x 3,31 plg)     | 11.1:1                 | 70 CV (69 HP; 51 kW) @ 6000 rpm    | 115 N·m (85 lb·pie) @ 3000 rpm  | 5,8 L/100 km (17,2 km/L; 40,6 mpgAm) | 134 g (4,7 oz)/km |
| 1.4 MPI 2008                | 4 en línea FIRE      | Gasolina       | Atmosférico 8V       | 1368 cm³ (1,4 L) | 72 x 84 mm (2,83 x 3,31 plg)     | 10.8:1                 | 78 CV (77 HP; 57 kW) @ 6000 rpm    | 120 N·m (89 lb·pie) @ 4750 rpm  | 5,9 L/100 km (16,9 km/L; 39,9 mpgAm) | 138 g (4,9 oz)/km |
| 1.4 16V 2008                | 4 en línea FIRE      | Gasolina       | Atmosférico 16V      | 1368 cm³ (1,4 L) | 72 x 84 mm (2,83 x 3,31 plg)     | 11.0:1                 | 95 CV (94 HP; 70 kW) @ 6000 rpm    | 125 N·m (92 lb·pie) @ 4500 rpm  | 5,9 L/100 km (16,9 km/L; 39,9 mpgAm) | 138 g (4,9 oz)/km |
| 1.4 MultiAir 2009           | 4 en línea FIRE      | Gasolina       | Atmosférico MultiAir | 1368 cm³ (1,4 L) | 72 x 84 mm (2,83 x 3,31 plg)     | 10.8:1                 | 105 CV (104 HP; 77 kW) @ 6500 rpm  | 130 N·m (96 lb·pie) @ 4000 rpm  | 5,8 L/100 km (17,2 km/L; 40,6 mpgAm) | 136 g (4,8 oz)/km |
| 1.4 Turbo 120 2008          | 4 en línea TB        | Gasolina       | Turbo MultiAir       | 1368 cm³ (1,4 L) | 72 x 84 mm (2,83 x 3,31 plg)     | 9.8:1                  | 120 CV (118 HP; 88 kW) @ 5000 rpm  | 206 N·m (152 lb·pie) @ 2500 rpm | 6,1 L/100 km (16,4 km/L; 38,6 mpgAm) | 145 g (5,1 oz)/km |
| 1.4 MultiAir TB 2009        | 4 en línea TB        | Gasolina       | Turbo MultiAir       | 1368 cm³ (1,4 L) | 72 x 84 mm (2,83 x 3,31 plg)     | 9.8:1                  | 135 CV (133 HP; 99 kW) @ 5250 rpm  | 230 N·m (170 lb·pie) @ 2250 rpm | 5,6 L/100 km (17,9 km/L; 42,0 mpgAm) | 129 g (4,6 oz)/km |
| 1.4 Turbo 2008              | 4 en línea TB        | Gasolina       | Turbo MultiAir       | 1368 cm³ (1,4 L) | 72 x 84 mm (2,83 x 3,31 plg)     | 9.8:1                  | 155 CV (153 HP; 114 kW) @ 5500 rpm | 230 N·m (170 lb·pie) @ 3000 rpm | 6,5 L/100 km (15,4 km/L; 36,2 mpgAm) | 153 g (5,4 oz)/km |
| Quadrifoglio Verde TCT 2014 | 4 en línea TB        | Gasolina       | Turbo MultiAir       | 1368 cm³ (1,4 L) | 72 x 84 mm (2,83 x 3,31 plg)     | 9.8:1                  | 170 CV (168 HP; 125 kW) @ 5500 rpm | 250 N·m (184 lb·pie) @ 2500 rpm | 5,4 L/100 km (18,5 km/L; 43,6 mpgAm) | 124 g (4,4 oz)/km |
| 1.4 GPL Turbo 2009          | 4 en línea TB        | GLP o gasolina | Turbo EasyPower      | 1368 cm³ (1,4 L) | 72 x 84 mm (2,83 x 3,31 plg)     | 10.8:1                 | 120 CV (118 HP; 88 kW) @ 5000 rpm  | 206 N·m (152 lb·pie) @ 1750 rpm | 8,1 L/100 km (12,3 km/L; 29,0 mpgAm) | 131 g (4,6 oz)/km |
| 1.3 JTDm S&S 2011           | 4 en línea JTD       | Diésel         | Turbodiésel MultiJet | 1248 cm³ (1,2 L) | 69,6 x 82 mm (2,74 x 3,23 plg)   | 16.8:1                 | 85 CV (84 HP; 63 kW) @ 3500 rpm    | 200 N·m (148 lb·pie) @ 1500 rpm | 3,5 L/100 km (28,6 km/L; 67,2 mpgAm) | 90 g (3,2 oz)/km  |
| 1.3 JTDm 2008               | 4 en línea JTD       | Diésel         | Turbodiésel MultiJet | 1248 cm³ (1,2 L) | 69,6 x 82 mm (2,74 x 3,23 plg)   | 17.6:1                 | 90 CV (89 HP; 66 kW) @ 5000 rpm    | 200 N·m (148 lb·pie) @ 2000 rpm | 4,5 L/100 km (22,2 km/L; 52,3 mpgAm) | 119 g (4,2 oz)/km |
| 1.3 JTDm-2 2010             | 4 en línea JTD       | Diésel         | Turbodiésel MultiJet | 1248 cm³ (1,2 L) | 69,6 x 82 mm (2,74 x 3,23 plg)   | 16.8:1                 | 95 CV (94 HP; 70 kW) @ 5000 rpm    | 200 N·m (148 lb·pie) @ 1500 rpm | 4,3 L/100 km (23,3 km/L; 54,7 mpgAm) | 112 g (4 oz)/km   |
| 1.6 JTDm 16V 2010           | 4 en línea JTD       | Diésel         | Turbodiésel MultiJet | 1598 cm³ (1,6 L) | 79,5 x 80,5 mm (3,13 x 3,17 plg) | 16.5:1                 | 120 CV (118 HP; 88 kW) @ 3750 rpm  | 320 N·m (236 lb·pie) @ 1750 rpm | 4,4 L/100 km (22,7 km/L; 53,5 mpgAm) | 114 g (4 oz)/km   |

### Transmisiones
Se ofrecía con caja manual de cinco o seis velocidades. Opcionalmente, cuenta con palancas de cambio integradas en el volante para el caso de la caja de doble embrague.
| Tipo                       | 1.ª   | 2.ª   | 3.ª   | 4.ª   | 5.ª   | 6.ª   | Reversa | Final |
| -------------------------- | ----- | ----- | ----- | ----- | ----- | ----- | ------- | ----- |
| Manual                     | 4.1   | 2.158 | 1.48  | 1.121 | 0.897 |       | 3.818   | 3.733 |
| Manual C635 M32            | 3.818 | 2.158 | 1.475 | 1.067 | 0.875 | 0.744 | 3.545   | 3.421 |
| De doble embrague Alfa TCT | 3.9   | 2.27  | 1.52  | 1.12  | 0.92  | 0.77  | 4       | 4.118 |

## Premios
- 2013: "Auto; motor und sport; ehrt Alfa Romeo MiTo zum fünften Mal als Bestes Auto des Jahres".[39]

- 2011: Die besten autos 2011 - Import small cars category - Auto, Motor und Sport[40]

- 2010: What Car? Reader Awards - Supermini category winner.[41]

- 2009: "Auto Europa 2009" - Unión Italiana de Periodistas del Automóvil (UIGA).[6]

## Producción

Logo de 2008

Logo de 2016

Al momento de su lanzamiento, la previsión de ventas era de 50 000 unidades anuales. Se ensamblaba en la planta de Fiat Mirafiori, hasta que se dejó de fabricar en julio de 2018.
| Años  | Unidades fabricadas |
| ----- | ------------------- |
| 2008  | 24 759              |
| 2009  | 65 342              |
| 2010  | 53 091              |
| 2011  | 41 077              |
| 2012  | 24 857              |
| 2013  | 19 655              |
| 2014  | 16 894              |
| 2015  | 13 909              |
| 2016  | 14 644              |
| 2017  | 10 906              |
| 2018  | 8274                |
| Total | 239 408             |